# Holovîn, Kostopil
Holovîn (în ucraineană Головин) este localitatea de reședință a comunei Holovîn din raionul Kostopil, regiunea Rivne, Ucraina.

## Demografie
Componența lingvistică a localității Holovîn
     Ucraineană (99,7%)
     Alte limbi (0,3%)
Conform recensământului din 2001, majoritatea populației localității Holovîn era vorbitoare de ucraineană (99,7%), existând în minoritate și vorbitori de alte limbi.